# Chionomys nivalis
campagnol des neiges
Pour les articles homonymes, voir Campagnol.
Espèce
Statut de conservation UICN

 LC  : Préoccupation mineure
Le campagnol des neiges (Chionomys nivalis) est une petite espèce de rongeurs de la famille des Cricétidés.

## Description
Il présente un corps plus allongé que les autres campagnols, sa queue et ses oreilles sont également plus longues. Il se caractérise par un épais pelage gris tirant sur le brun sur le dos et beaucoup plus clair (gris-blanc) sous le ventre

## Biologie
Le campagnol des neiges fréquente les zones pierreuses, les éboulis, les forêts claires ou les alpages des montagnes européennes. Il est actif toute l'année, avec une activité de préférence nocturne ou crépusculaire. Il creuse des galeries peu profondes et se constitue un nid d'herbes sèches et stocke de la nourriture. Son régime alimentaire est uniquement à base de végétaux, de graines et de baies.

## Répartition
Le campagnol des neiges est une espèce des zones montagneuses d'Europe moyenne et méridionale, du Proche-Orient et d'Asie Mineure. En France on le rencontre dans les Pyrénées, le Massif central et les Alpes mais également, à plus basse altitude, sur le pourtour méditerranéen et dans la vallée du Rhône. Il a été observé à 4 700 m dans les Alpes (record pour un mammifère en France).